# A harcban élen járunk
Az A harcban élen járunk egy német ifjúmunkás dal az 1920-as évekből. A magyar szöveg azután véglegesült, hogy Sallai Imrét és Fürst Sándort ártatlanul vádolták meg a biatorbágyi merénylettel. 1932. július 29-én mindkettejüket kivégezték. A merényletet nem ők, hanem Matuska Szilveszter hajtotta végre.
A magyar szöveg az első két sor kivételével a német szöveg (Wir sind die erste Reihe) szabad  átköltése. Szerzője ismeretlen.

## Kotta és dallam
| A harcban élen járunk és bátran támadunk, vagyunk az ifjú gárda, kegyelmet nem adunk. Naphosszat robotolunk és majd hogy éhen nem veszünk, de fogja már a fegyvert a munkatört kezünk, de fogja már a fegyvert a munkatört kezünk. | Az osztályháborúra a gárda készen áll, nem rettent minket vissza statárium, halál. A gyötrelmünknek vége, nem alkuszunk mi többé már, Sallaira és Fürstre emlékezz, proletár! |

## Felvételek
- Erste Reihe. YouTube (2007. március 21.)  (Hozzáférés: 2017. január 19.) (videó)
- Wir sind die erste Reihe. Jugendchöre und Orchester der Arbeiterfestspiele  YouTube (2015. február 19.)  (Hozzáférés: 2017. január 19.) (audió)